# Lago di Bolsena
Lago di Bolsena – jezioro wulkaniczne w środkowych Włoszech, w górach Vulsini, w prowincji Viterbo. Powstało około 370 000 lat temu, po zapadnięciu kaldery Vulsini. Na jeziorze leżą dwie wyspy: Bisentina zlokalizowana w zachodniej części jeziora o powierzchni 0,17 km² i Martana zlokalizowana w południowej części jeziora o powierzchni 0,10 km². Wyspy pojawiły się w wyniku wybuchów hydrotermalnych po zapadnięciu kaldery.

## Geografia
Jezioro przypomina kształtem koło o obwodzie 43 km i znajduje się 305 m n.p.m. zajmując powierzchnię 113,6 km² przy zlewni wynoszącej około 273 km². Objętość wody to 9,2 km³, przy średniej głębokości wynoszącej 81 m (maksymalna głębokość to 151 m). Okres całkowitej wymiany wody w jeziorze szacuje się na 120 lat. Jezioro jest największym jeziorem wulkanicznym w Europie.

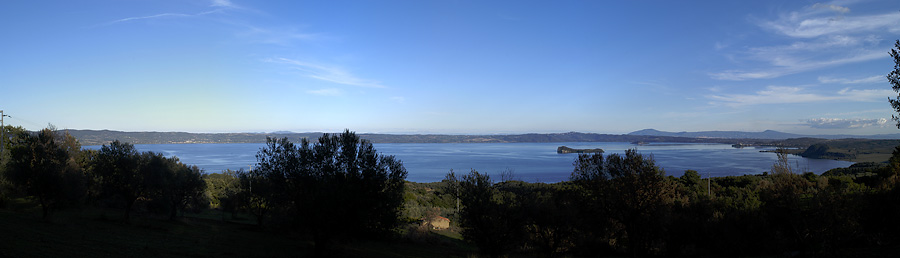
Panorama jeziora Bolsena

Jezioro zasilane jest głównie wodą deszczową i podziemnymi źródłami, jest ono połączone z Morzem Tyrreńskim poprzez rzekę Marta, która uchodzi do morza w okolicach miasta Tarquinii.
Temperatura wody w okresie od maja do sierpnia waha się od 10 do 27 °C.
W okolicy jeziora leżą takie miejscowości jak Bolsena (bezpośrednio przylegająca do jeziora, które wzięło od niego swoją nazwę), Montefiascone, Marta (bezpośrednio przylegająca do jeziora, tu źródło ma rzeka Marta), Capodimonte (bezpośrednio przylegająca do jeziora), Valentano, Gradoli, Grotte di Castro, San Lorenzo Nuovo.
Zlewnie jeziora zamieszkuje około 22 000 mieszkańców, liczba ta w okresie letnim wzrasta do około 35 000 co powoduje, że wody jeziora narażone są na zanieczyszczenia wynikające z odprowadzania ścieków. Niemniej zintensyfikowane działania w ostatnich latach mające na celu ochronę wód jeziora pozwoliły na zminimalizowane tego zagrożenia do minimum.

## Fauna

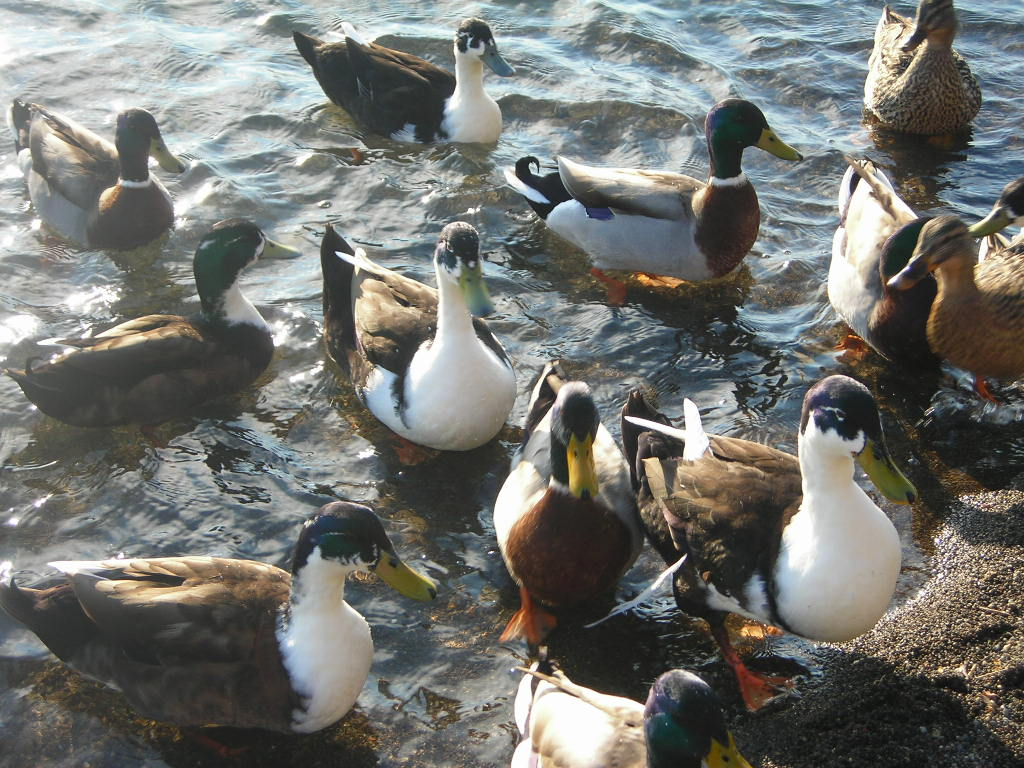
Kaczki na jeziorze Bolsena

Wśród ryb zamieszkujących jezioro można wyróżnić takie jak aterynokształtne, okonie, szczupaki, węgorze, sieje, wzdręgi, sielawy, sumy czy karpie. Część z tych gatunków została wprowadzona do jeziora przez człowieka.
Oprócz ryb można wyróżnić również raki czy kraby słodkowodne. W zależności od pory roku jezioro jest również siedliskiem wielu gatunków ptaków w tym bączek, czaple, perkozowe, kania czarna i wiele innych. Co zimę prowadzone jest liczenie ptactwa, które przybyło na tereny jeziora i tak w latach 1993–1998 średnia liczba ptaków w okresie od grudnia do stycznia wynosiła 3 000, w 2002 z uwagi na wyjątkowo mroźne zimy w całej Europie naliczono na obszarze jeziora 11 000 ptaków.
Z gadów i płazów można wymienić takie jak ropucha szara, żaba jeziorkowa, Rana italica, traszka grzebieniasta, traszka zwyczajna czy zaskroniec zwyczajny. Pobliskie lasy są z kolei domem dla dzików, borsuków, jeżozwierzy, wiewiórek, lisów oraz łasic.

## Flora
W lasach porastających pobliskie tereny jeziora można wyróżnić dęby, kasztanowce, które przeplatają się z roślinami winoroślowatymi czy drzewami oliwnymi. Na wyspach jeziora można natrafić na drzewa eukaliptusowe, kasztany, topole, magnolie, olchy, cedry, palmy, wierzby i jesiony.
Bezpośrednio w jeziorze można natrafić na takie rośliny jak rdestnica przeszyta, wywłócznik kłosowy, rogatek sztywny, rdestnica połyskująca czy nurzaniec śrubowy.